# 프레데릭스하운시

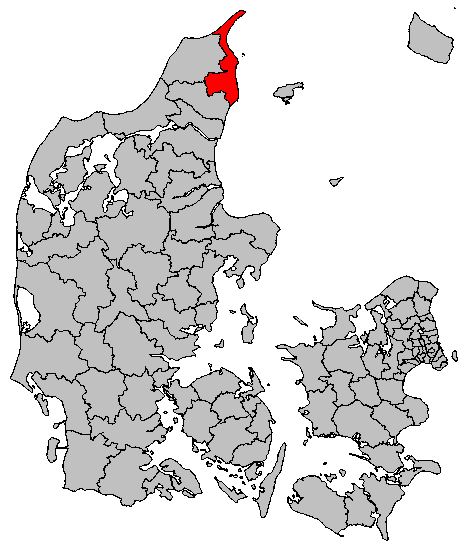
프레데릭스하운 시의 위치

프레데릭스하운시(덴마크어: Frederikshavn Kommune)는 덴마크 북윌란 지역에 위치한 지방 자치체로 행정 중심지는 프레데릭스하운이며 면적은 648.6km2, 인구는 61,576명(2014년 1월 1일 기준)이다. 덴마크 최북단에 위치한 지방 자치체이며 윌란반도 북부 연안에 위치한다.

## 같이 보기
- 벤쉬셀튀섬